# Comprehensive pneumology center
 (décembre 2014).
Si vous disposez d'ouvrages ou d'articles de référence ou si vous connaissez des sites web de qualité traitant du thème abordé ici, merci de compléter l'article en donnant les références utiles à sa vérifiabilité et en les liant à la section « Notes et références ».
Le Compehensive Pneumonology Center (CPC) est un Centre de Recherche Pulmonaire Translationnel situé à Munich, en Allemagne.

## Organisation
Le CPC est situé à Munich au sein du campus de l'Université Louis-et-Maximilien de Munich (LMU) et est labellisé par le Helmholtz Zentrum München (HMGU), l’Hôpital Universitaire de Munich (KUM) et les Asklepios Fachkliniken München-Gauting. Le CPC fait également partie des sites de la DZL (Centre Allemand pour la Recherche Pulmonaire), supporté par les établissements BMBF (Ministère Fédéral de l’Éducation et de la Recherche) et DZG (Centre Allemand de la Recherche pour la Santé). 
Le CPC a été inauguré le 12 juillet 2010 par la Ministre de l'Éducation et de la Recherche (BMBF), Annette Schavan, et le Ministre de la Science de Bavière, Wolfgang Heubisch. 
Le CPC est présidé par un directeur scientifique, le professeur Oliver Eickelberg, aux côtés d'un directeur hospitalier, le professeur Juergen Behr. Oliver Eickelberg a reçu le Prix Gay-Lussac Humboldt 2013 pour la création de l'Alliance Helmholtz-Inserm pour le traitement des maladies pulmonaires chroniques,

## Missions
Les objectifs du CPC consistent à identifier de nouvelles approches pour la détection précoce, ainsi qu'à développer le diagnostic et le traitement des maladies chroniques du poumon. Afin de transposer au mieux les résultats expérimentaux tout juste issus de la recherche fondamentale sur le plan clinique, le CPC adopte une approche translationnelle.